# Avena sativa

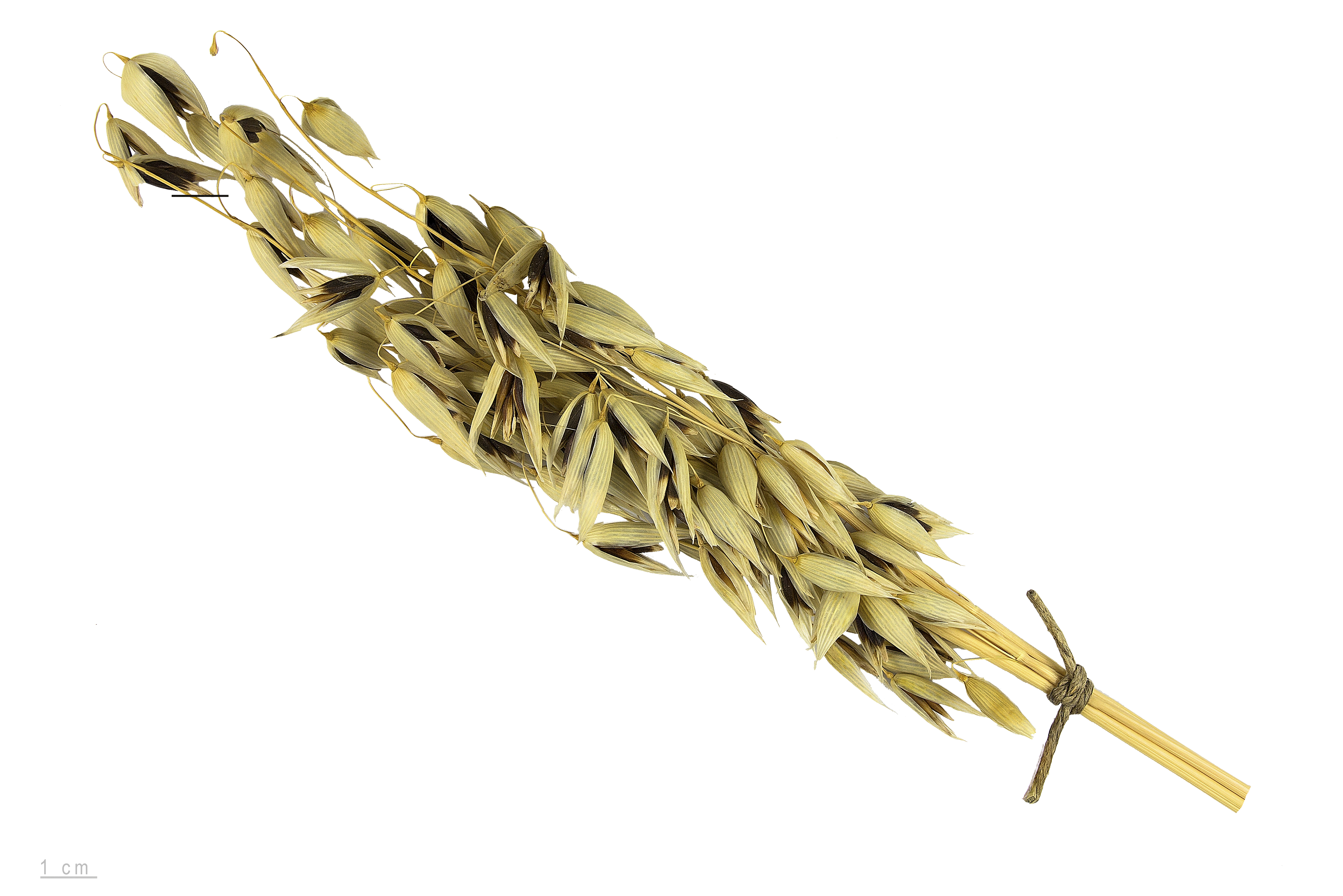
Espiga de avena sativa. Colección Henri-Gaussen, Museo de Historia Natural de Toulouse, Francia.

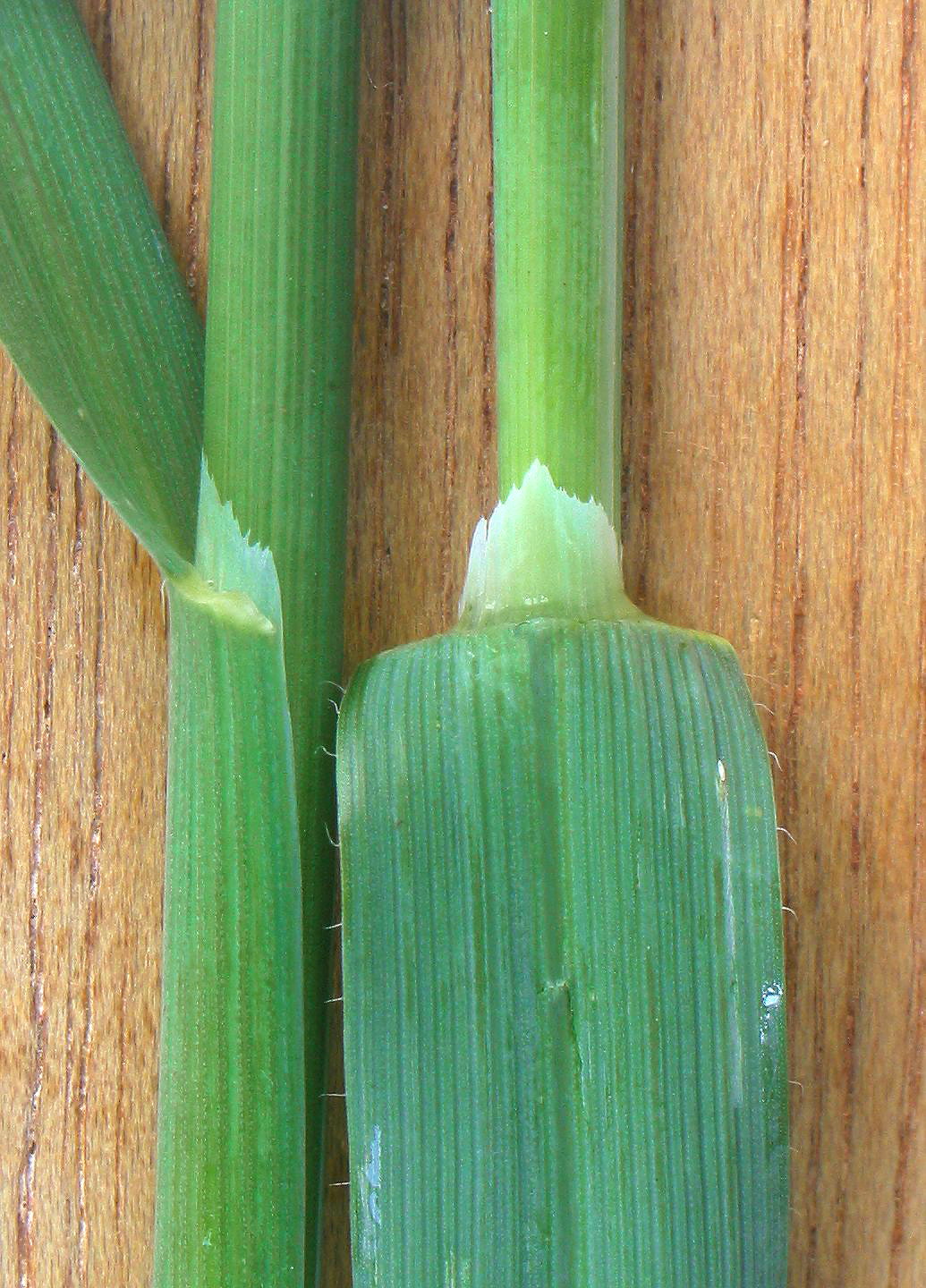
Las hojas de la avena tienen una lígula blanca de entre 2 y 5 mm sin aurículas.

La avena (Avena sativa) es una especie de planta fanerógama de la familia Poaceae. Es una especie de grano de cereal que se cultiva por su semilla, que se conoce con el mismo nombre (generalmente en plural, a diferencia de otros cereales y pseudocereales). Si bien la avena es apta para el consumo humano como avena y copos de avena, uno de los usos más comunes es como alimento para el  ganado.

## Origen
El ancestro silvestre de Avena sativa y del cultivo menor estrechamente relacionado, A. byzantina, es la hexaploide Avena salvaje, A. sterilis. la  evidencia genética muestra que las formas ancestrales de A. sterilis crecieron en el Creciente Fértil del Cercano Oriente. La avena suele considerarse un cultivo secundario, es decir, derivado de una maleza de los cereales primarios domesticados, que luego se extendió hacia el oeste en zonas más frías y húmedas favorables para la avena, lo que finalmente condujo a su domesticación en regiones de Oriente Medio y Europa.

## Descripción botánica

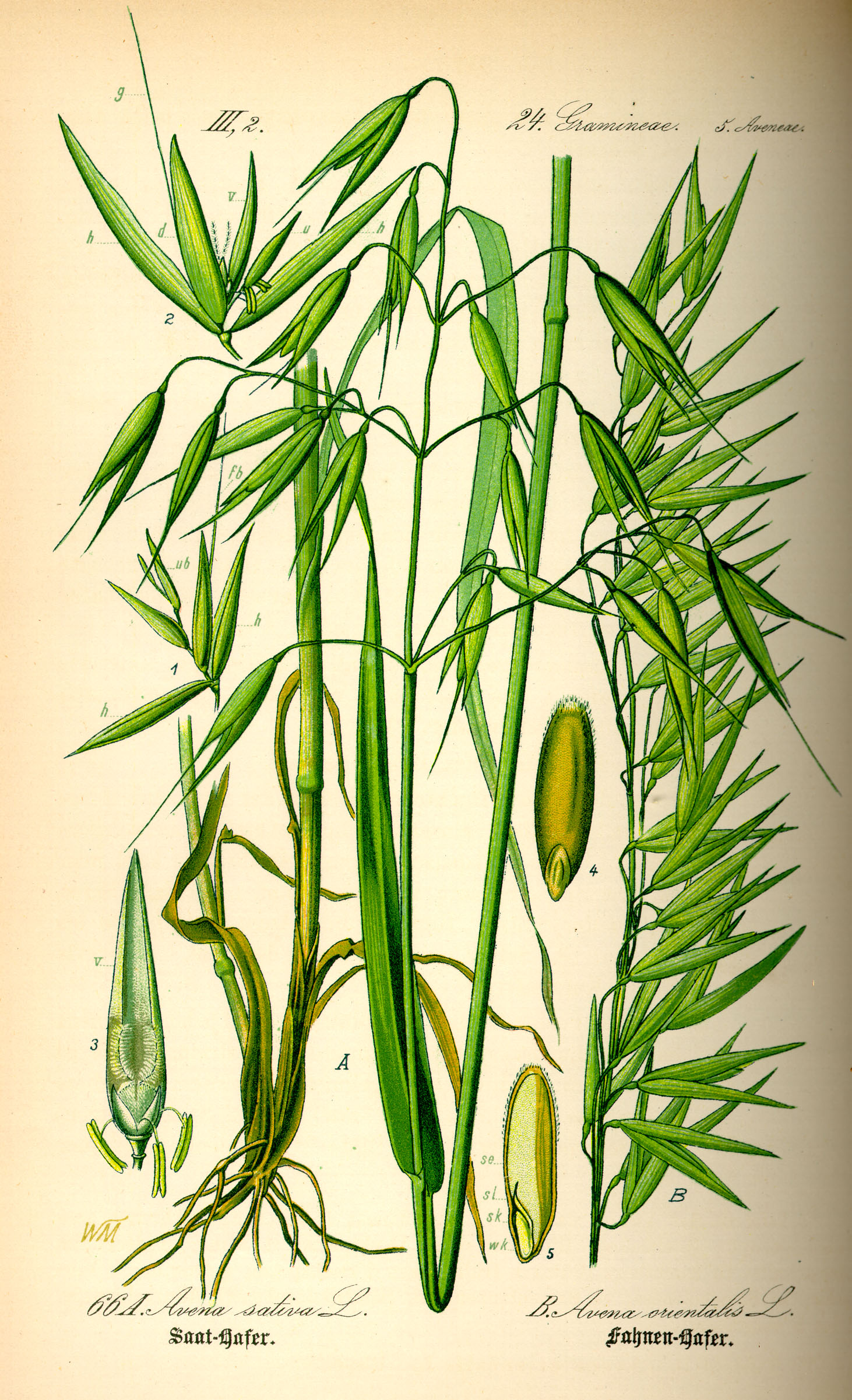
Ilustración botánica del libro de O. W. Tome Flora von Deutschland, Österreich und der Schweiz, 1885

Planta herbácea anual de 50-170 cm de altura, siempre con nudos glabros.
La  raíz es reticulada.
El tallo es una paja de 3-6 mm de diámetro, con dos a cuatro nudos.
Las hojas son lobuladas, de color verde o malva, lineales, con forma de vaina, ásperas, de 20-45 cm de largo y 8-30 mm de ancho.
Las flores son pequeñas, 2-3 de ellas están dispuestas en espiguillas, formando una escoba extendida, menos a menudo unilobulada, de hasta 25 cm de longitud. Las espiguillas son de tamaño medio, bicolores; las flores inferiores sólo con césped, menos frecuentemente todas sin césped. Glumas de espiguillas de hasta 25 mm de longitud, ligeramente más largas que la longitud de la flor. Todas las flores de la espiga carecen de articulaciones; el eje de la espiga es glabro. Racimo inferior lanceolado, de unos 20 mm de longitud, bidentado en el ápice, mayoritariamente glabro, con pocos pelos en la base o totalmente glabro; el césped es ligeramente convexo, recto o ausente. Florece de junio a agosto.
El fruto de la avena es un grano.

## Cultivo
La avena se cultiva mejor en las regiones templadas. Tiene una menor necesidad de calor en verano y una mayor tolerancia a la lluvia que otros cereales, como el trigo, el centeno o la cebada, por lo que es especialmente importante en zonas con veranos frescos y húmedos, como el noroeste de Europa e incluso Islandia. La avena es una planta anual, y puede plantarse tanto en otoño (para cosechar a finales de verano) como en primavera (para cosechar a principios de otoño).

## Usos

Semilla de avena al microscopio

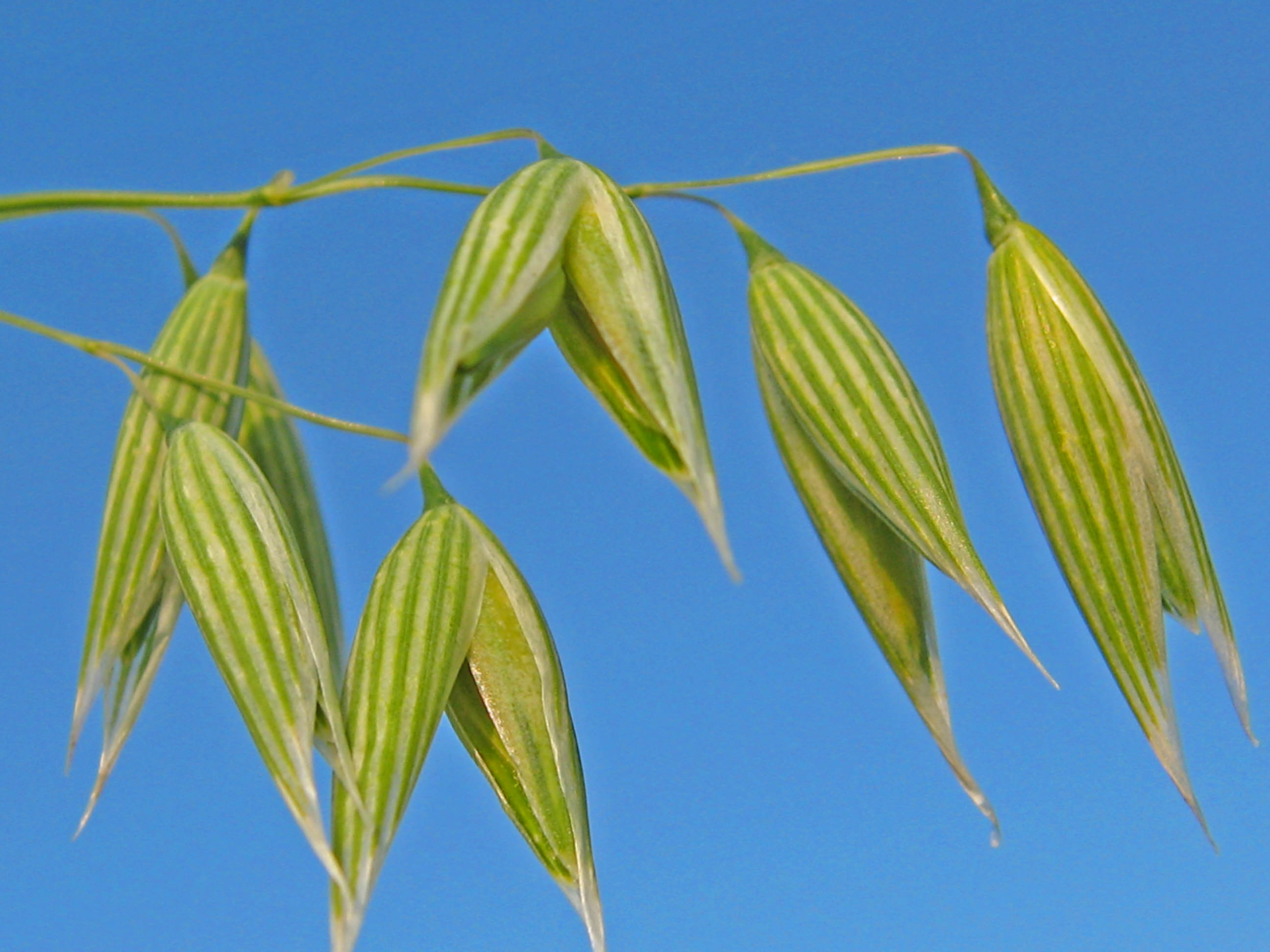
Primer plano de cogollos de avena (flores pequeñas)

La avena tiene numerosos usos en la alimentación; lo más habitual es que se utilice avena arrollada o triturada para hacer avena, o molida para hacer harina de avena fina. La avena se consume principalmente en forma de gachas, pero también puede utilizarse en diversos productos de panadería, como tortas de avena, galletas de avena y pan de avena. La avena también es un ingrediente de muchos cereales fríos, en particular el muesli y la granola. La avena también se utiliza para la producción de sustituto de la leche (" leche de avena").
En Escocia, se elaboraba un plato poniendo en remojo las cáscaras de la avena durante una semana, de modo que la parte fina y harinosa de la harina quedaba como sedimento que se colaba, se hervía y se comía. La avena también se utiliza mucho allí como espesante en las sopas, como podría utilizarse la cebada o el arroz en otros países.
La avena también se utiliza comúnmente como alimento para caballos cuando se necesitan carbohidratos adicionales y el consiguiente aumento de energía. La cáscara de la avena puede estar aplastada ("enrollada" o "engarzada") para que el caballo pueda digerir más fácilmente el grano,[cita requerida] o puede darse entera. Pueden darse solos o como parte de un pellet de comida mezclada. El ganado también se alimenta con avena, ya sea entera o molida en una harina gruesa utilizando un molino de rodillos, molino de rebabas o molino de martillos. El forraje de avena se utiliza habitualmente para alimentar a todo tipo de rumiantes, como pasto, paja, heno o ensilado.
La avena de invierno puede cultivarse como cubierta vegetal fuera de temporada y ararse en primavera como abono verde, o cosecharse a principios de verano. También se puede utilizar como pasto; se puede pastar un tiempo y luego dejar que se dirija a la producción de grano, o pastar continuamente hasta que otros pastos estén listos.
La paja de avena es muy apreciada por los productores de ganado vacuno y equino como lecho, debido a su naturaleza suave, relativamente libre de polvo y absorbente. La paja también se puede utilizar para hacer muñecos de maíz. Atada en una bolsa de muselina, la paja de avena se utilizaba para ablandar el agua del baño.
La avena también se utiliza ocasionalmente en diferentes bebidas. En Gran Bretaña, a veces se utiliza para elaborar cerveza. La cerveza negra de avena es una variedad que se elabora utilizando un porcentaje de avena para el mosto. La malta de avena, más raramente utilizada, es producida por Thomas Fawcett & Sons Maltings y se utilizó en la Maclay Oat Malt Stout antes de que Maclays Brewery cesara sus operaciones de elaboración de cerveza independientes. El Atholl Brose es una bebida tradicional escocesa que se elabora remojando avena en whisky y mezclando después el "brose" resultante con miel y, a veces, nata. Una bebida fría y dulce llamada avena hecha de avena molida y leche es un refresco popular en toda América Latina. El caudle de avena, hecho de cerveza y avena con especias, era una bebida tradicional británica y una de las favoritas de Oliver Cromwell.
Los extractos de avena también pueden utilizarse para calmar las afecciones de la piel, y son populares por sus propiedades emolientes en los cosméticos.
La hierba de avena se ha utilizado tradicionalmente con fines medicinales, entre ellos para ayudar a equilibrar el ciclo menstrual, tratar la dismenorrea y para la osteoporosis e infecciones del tracto urinario.

## Taxonomía
Avena sativa fue descrita por Carlos Linneo y publicada en Species Plantarum 1: 79. 1753.
El género Avena comprende además de la avena cultivada (Avena sativa), otras especies cultivadas en ciertas épocas (Avena byzantina C Koch, Avena abyssinica Hoscht., Avena strigosa Schreb., Avena brevis Roth., Avena hispanica Ard. y Avena nuda L.) y especies adventicias, como la avena loca (Avena fatua) y la avena estéril (Avena sterilis). 
En áreas donde crecen juntas la avena sativa y la avena loca se pueden generar híbridos viables entre ambas.
Etimología
Avena: nombre genérico que deriva del latín avena, que significa tanto "alimentación" como el cereal avena y plantas similares.
sativa: epíteto latíno que significa "cultivada".
Sinonimia
- Avena fatua subsp. macrantha (Hack.) Malzev
- Avena fatua subsp. sativa (L.) Thell.
- Avena georgica Zuccagni
- Avena macrantha (Hack.) Malzev
- Avena nodipilosa Malzev
- Avena orientalis Schreb.
- Avena praegravis (E.Krause) Roshev.
- Avena sativa subsp. contracta (Neilr.) Celak.
- Avena sativa subsp. macrantha (Hack.) Rocha Afonso
- Avena sativa subsp. orientalis (Schreb.) H.Werner
- Avena sativa subsp. praegravis (E.Krause) Tab.Morais
- Avena sativa subsp. sativa L.
- Avena sativa var. macrantha Hack.[13][14][15]

## Nombres comunes
En castellano, se conoce con los siguientes nombres: avena, avena blanca, avena común, avena cultivada, avena doméstica, avena ladilla, avena loca, avena negra, avena que se siembra.

## Descripción
La avena es un cereal muy común que se cultiva en zonas templadas de todo el mundo. Esta planta tiene un tallo de 5-10 dm de altura y las hojas son alternas, lanceoladas y planas, cuyo color es verde azulado y permite distinguirla de la cebada. Tiene una panícula con espigas de 2 cm de largo. El fruto es un grano utilizado en todo el mundo como alimento.
Posee un sistema radicular seudofasciculado más desarrollado que en otras gramíneas.

## Usos en alimentación humana
- La utilización de la avena en alimentación tiene un origen sobre todo anglosajón y del norte de Europa. La avena se consume por ejemplo en forma de copos de avena, en forma de porridge (gachas), en galletas, y se usa para la elaboración de algunas cervezas especiales.
- La avena se ha consumido desde hace milenios en forma de los granos molidos o hervidos.
- Se consume también el salvado de avena y la harina de avena.
- La harina de avena es uno de los ingredientes de la preparación tradicional escocesa haggis.
- La avena se mezcla con otros cereales para la fabricación de panes especiales y productos de panadería, y también en mueslis y otros cereales para el desayuno.
- Se han introducido relativamente recientemente algunos productos como la llamada bebida de avena, una alternativa a la leche de vaca o de mamíferos, de composición vegetal.

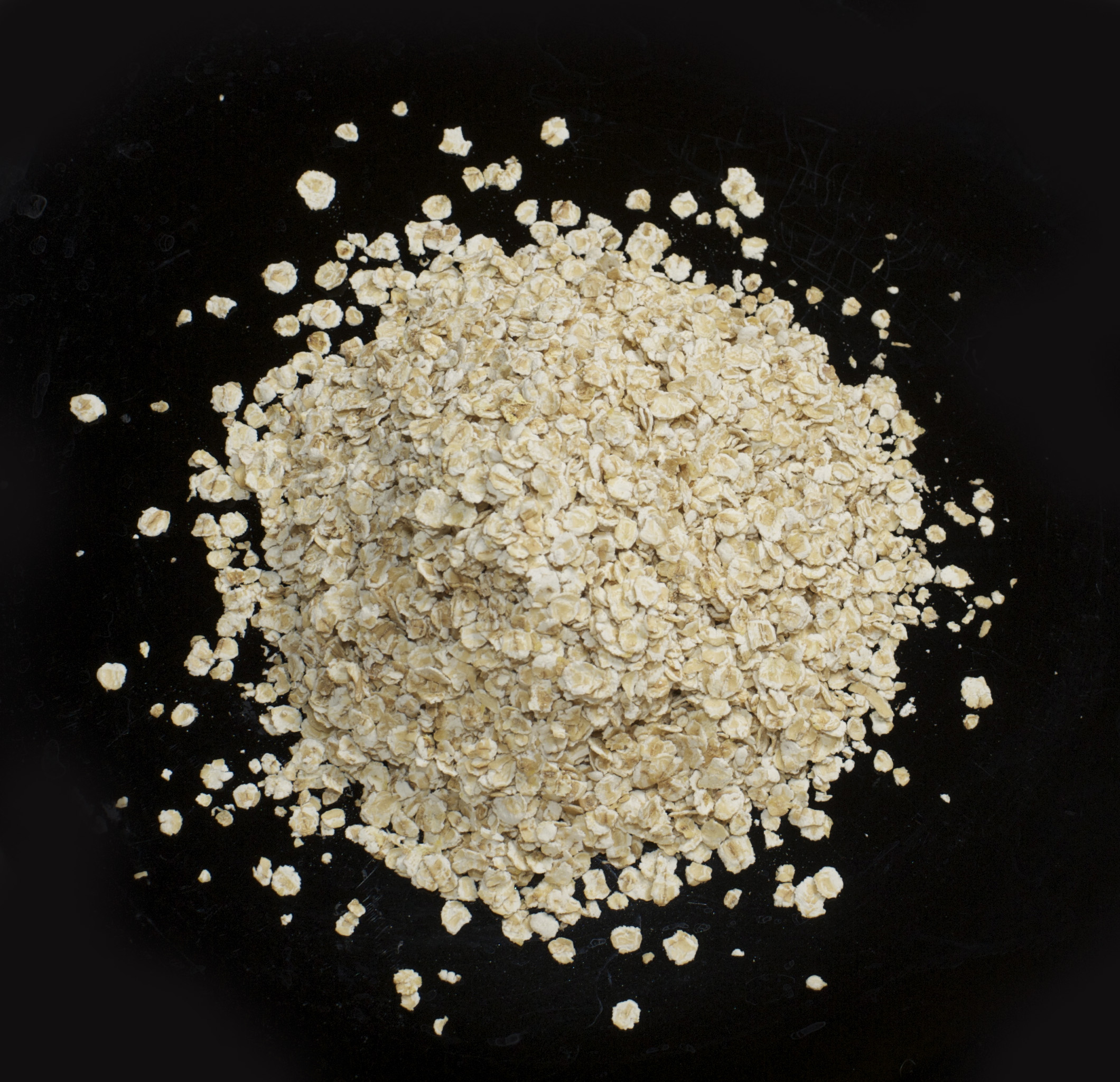
Copos de avena.

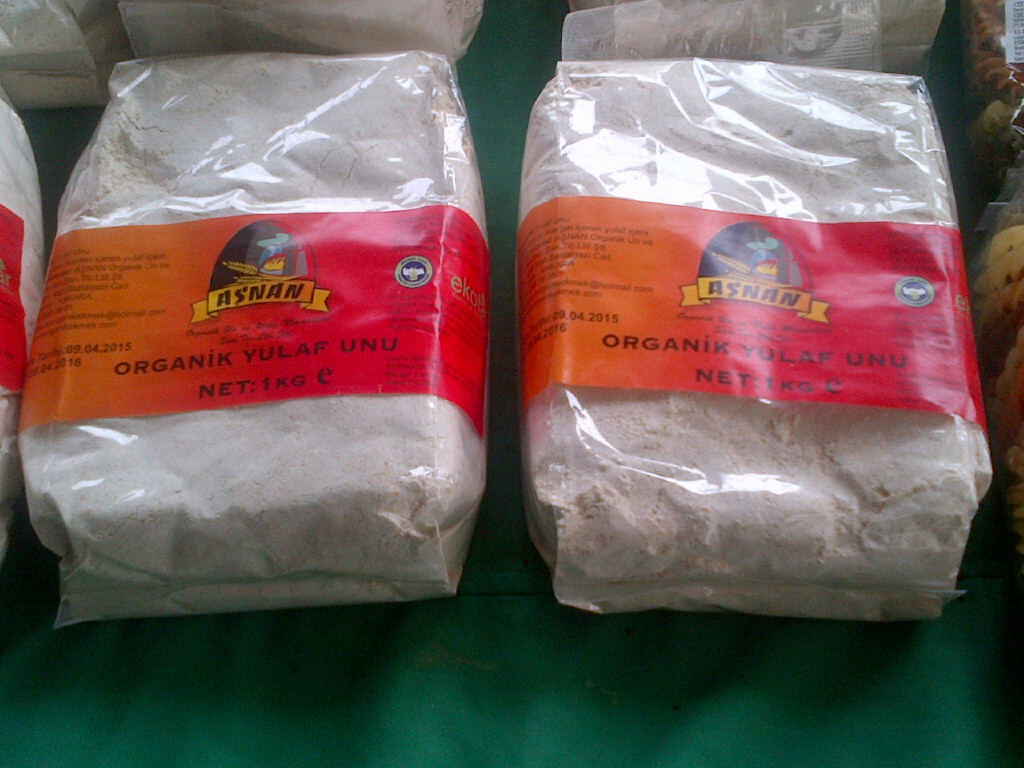
Harina de avena, de tipo orgánico.

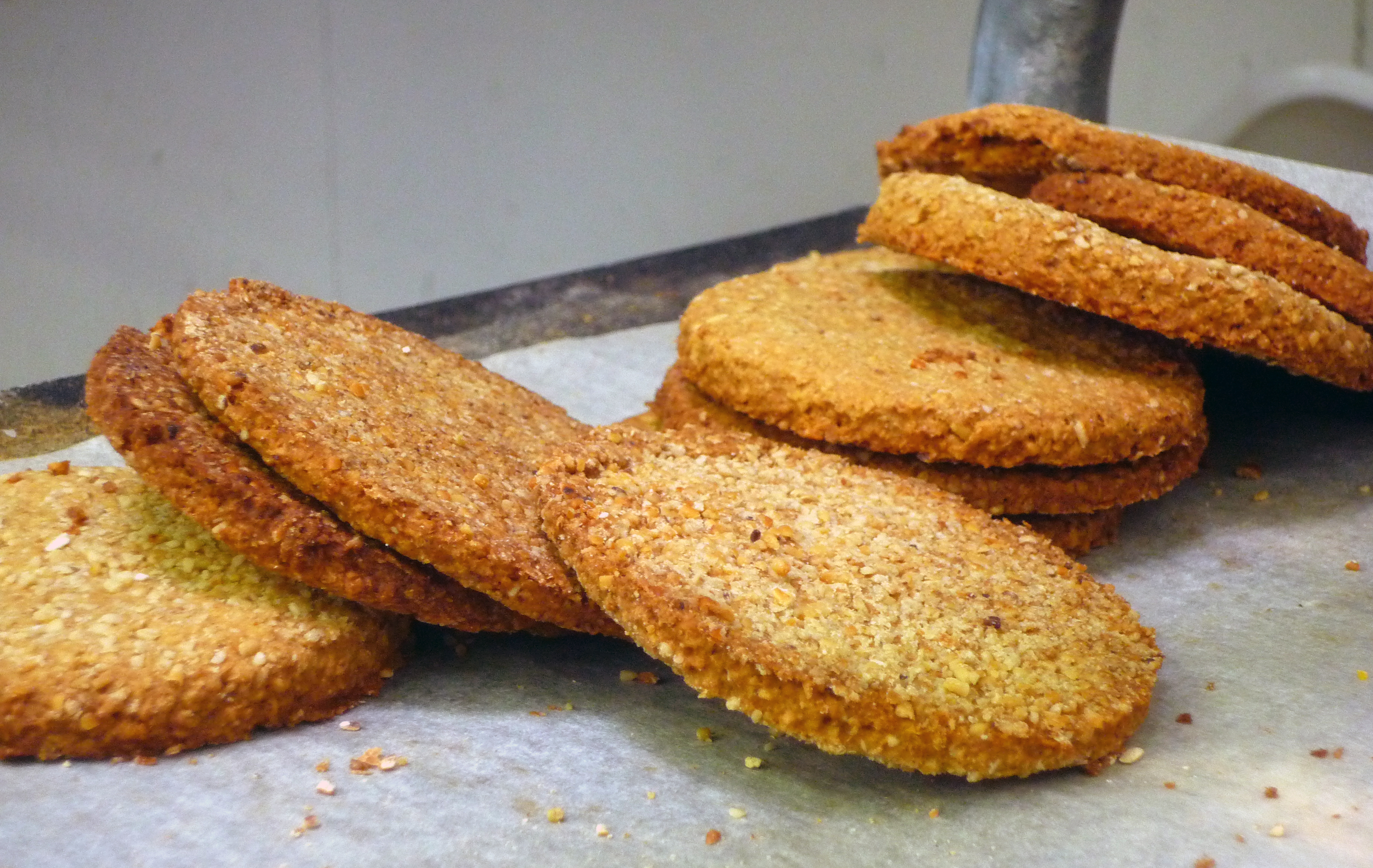
Galletas de avena.

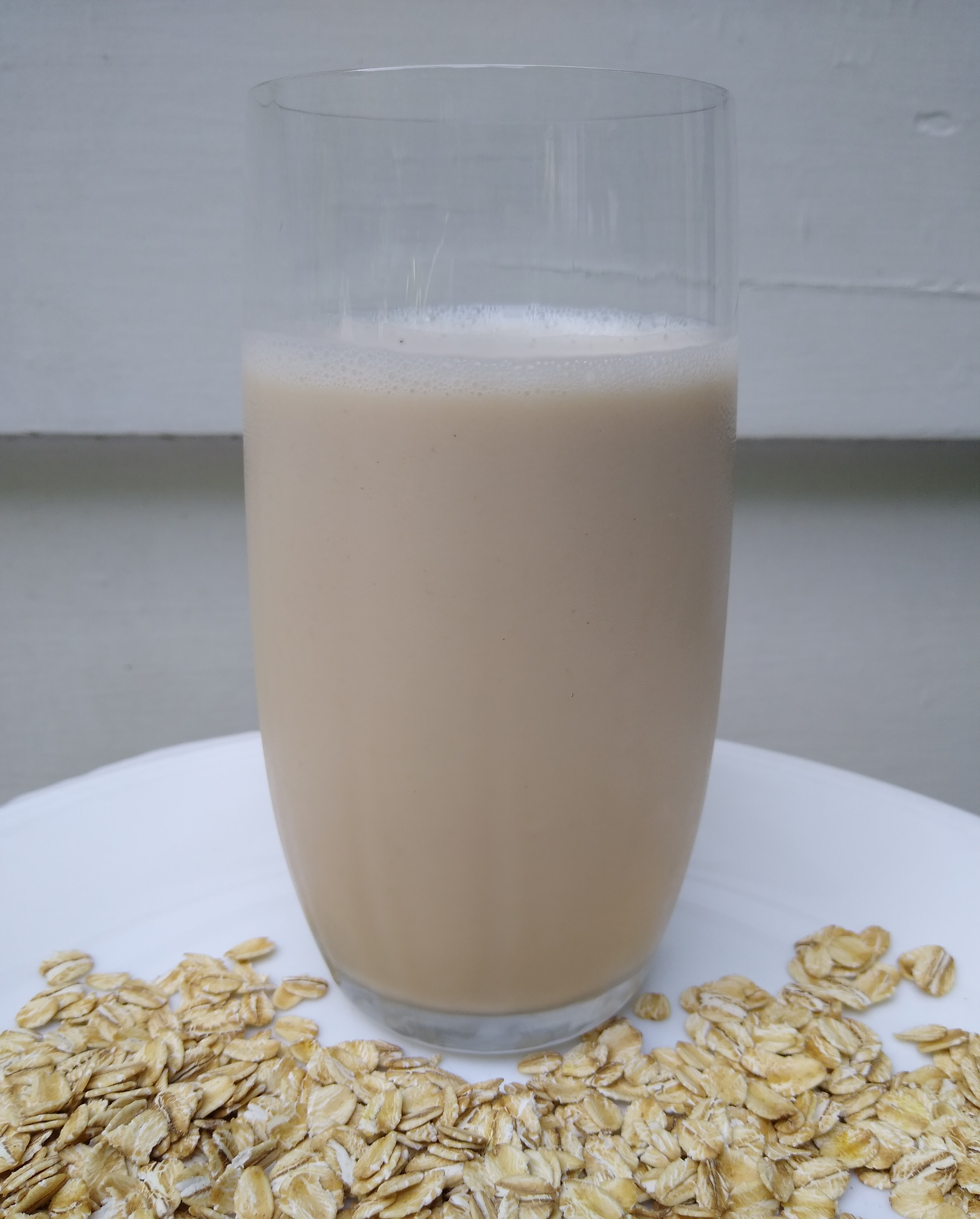
Un vaso de bebida de avena.

### Características nutricionales
Principios activos: Fruto (grano): Almidón, lípidos (5 %), celulosa. Sales minerales: manganeso (8,5 mg/kg), hierro (35 mg/kg), zinc (19 mg/kg). Flavonas. Fitoesteroles (en el endosperma). Vitaminas: A, B1, B2, PP, trazas de E y D. Hojas:  sales silícicas, saponinas triterpénicas (avenacósidos A y B); carotenoides.[cita requerida]
Su composición se muestra en la tabla adjunta.
La avena tiene efectos beneficiosos demostrados en la reducción del colesterol.

#### Seguridad para los celíacos
La avena contiene proteínas similares a la gliadina del trigo, denominadas aveninas, que son capaces de provocar reacción en una parte de personas celíacas. A esto se suma que la avena frecuentemente está contaminada con otros cereales con gluten.
"Avena pura" se refiere a avena sin contaminar con otros cereales con gluten. Tradicionalmente se consideraba que el único problema con la avena era la contaminación con otros cereales con gluten, por lo que en muchos países está permitido desde hace tiempo el uso de "avena pura" en alimentos "sin gluten". 
Estudios actuales demuestran que las distintas variedades de avena pura tienen distintos grados de toxicidad. Algunas parecen tener en teoría una baja toxicidad y algunos expertos opinan que podrían ser incluidas en la dieta sin gluten, pero sería imprescindible especificar exactamente la variedad empleada.
No se conoce el efecto a largo plazo en los celíacos del consumo de avena pura, por lo que aún no se pueden hacer recomendaciones firmes sobre si es o no posible la inclusión de "avena pura" en la dieta sin gluten.

## Usos en alimentación animal
También se utiliza en alimentación animal en grano y en forraje  y en la fabricación de piensos para el ganado equino, mular, vacuno y ovino. También se utiliza en forraje verde o asociada con cebada y veza.

## Requerimientos del cultivo
En España el Fondo Español de Garantía Agraria del Ministerio de Agricultura, Alimentación y Medio Ambiente en su manual sobre cereales de invierno indica dosis de entre 100 y 120 kg/ha en secano, de entre 130 y 145 kg.ha en secano fresco y de entre 150 y 160 kg en regadío en Castilla y León, y de 100 kg/ha en secano y entre 150 y 200 kg/ha  en Castilla-La Mancha.

## Lugar en las alternativas de cultivo
Al ser una planta rústica, se puede sembrar después del trigo o de la cebada en segundas o terceras pajas. En tierras pobres puede sembrarse como cabeza de la alternativa aunque, si esto ocurre, ocupa un lugar después del barbecho blanco o semillado.

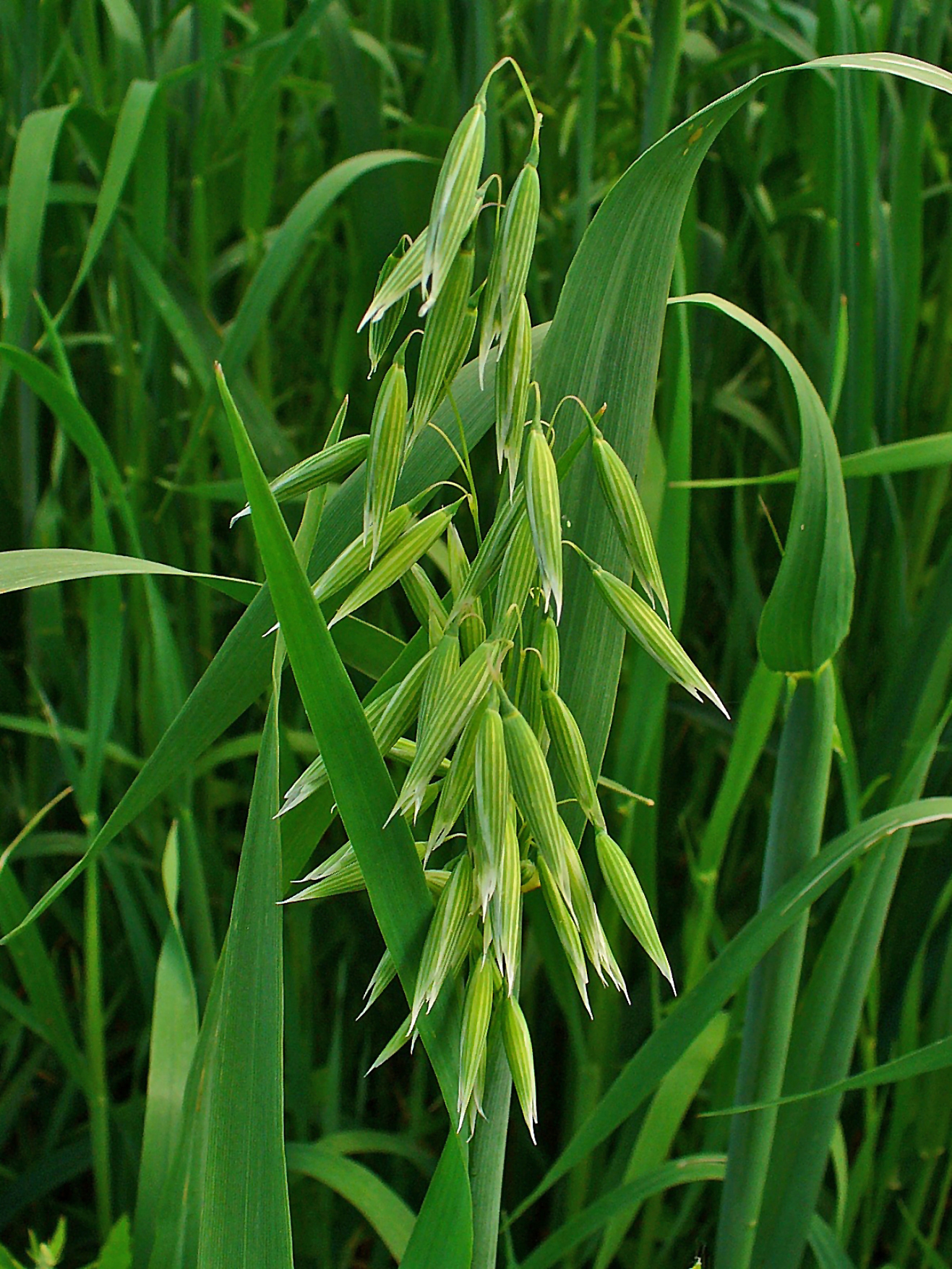
Detalle de la planta.

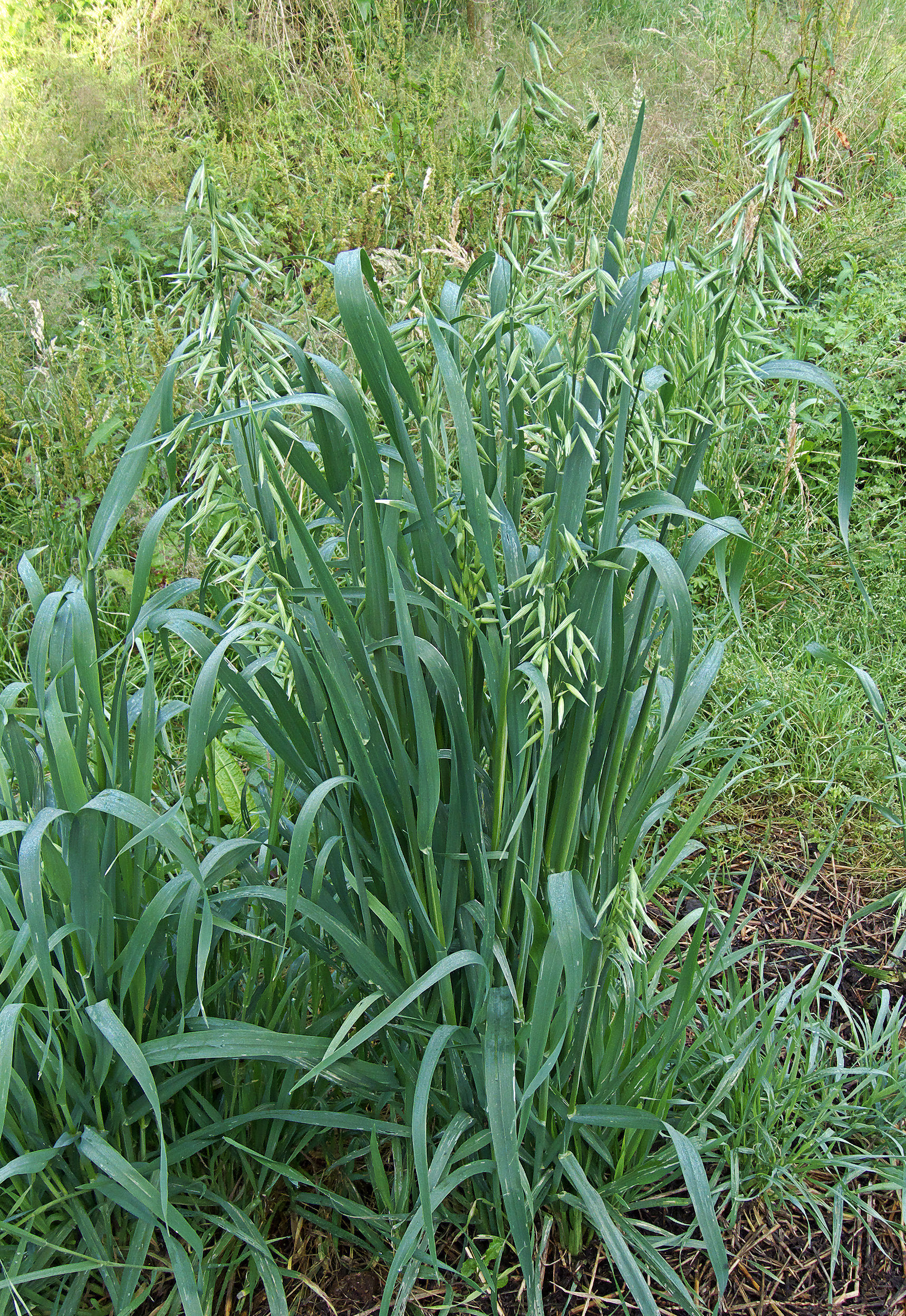
Vista de la planta.

## Plagas y enfermedades
La avena es muy sensible a ciertas enfermedades, como algunas royas y otras. A menudo, hacia el final de su ciclo, estas enfermedades provocan caída de hojas y una pérdida de calidad del forraje frente a otros cereales. Un hecho muy importante relacionado con las enfermedades es que, en general, no las provocan las mismas especies que atacan al trigo y a la cebada, y de esta manera, cultivar avena es interesante para romper el ciclo de los parásitos de estos cultivos, es decir es un buen cultivo de rotación.

### Plagas
- Tarsonemus apirifex
- Carcomas (Tychius sp.)

### Enfermedades
- carbón vestido (Ustilago avenae)
- carbón desnudo (Ustilago nuda)
- roya anaranjada de la avena (Puccina coronifera)
- Oídio (Erysiphe graminis)

La avena es sensible también a la roya negra, a fusariosis, al pie negro, al encamado parasitario y a la septoriosis.
Aunque las plagas y enfermedades son de menor intensidad que en el trigo, la avena también sufre ataque de gorgojos en el almacenamiento.

## Variedades
Las variedades registradas en España y en la Unión Europea pueden consultarse en el catálogo común de especies agrícolas del Ministerio de Agricultura de España. Incluye  además de las variedades de Avena sativa L.(y Avena byzantina K. Koch), las variedades de Avena nuda L. y  Avena strigosa Schreb.

## Producción
| Producción de avena – 2019 Millones de toneladas                       | Producción de avena – 2019 Millones de toneladas |
| ---------------------------------------------------------------------- | ------------------------------------------------ |
| Rusia                                                                  | 4.42                                             |
| Canadá                                                                 | 4.24                                             |
| Polonia                                                                | 1.21                                             |
| Finlandia                                                              | 1.19                                             |
| Australia                                                              | 1.13                                             |
| Reino Unido                                                            | 1.08                                             |
| Brasil                                                                 | 0.92                                             |
| España                                                                 | 0.84                                             |
| Estados Unidos                                                         | 0.77                                             |
| Suecia                                                                 | 0.67                                             |
| Argentina                                                              | 0.57                                             |
| Alemania                                                               | 0.52                                             |
| China                                                                  | 0.50                                             |
| Ucrania                                                                | 0.42                                             |
| Francia                                                                | 0.40                                             |
| Chile                                                                  | 0.38                                             |
| Bielorrusia                                                            | 0.37                                             |
| Rumania                                                                | 0.36                                             |
| Kazajistán                                                             | 0.27                                             |
| Turquía                                                                | 0.26                                             |
| Dinamarca                                                              | 0.25                                             |
| Italia                                                                 | 0.24                                             |
| Letonia                                                                | 0.24                                             |
| Noruega                                                                | 0.23                                             |
| Irlanda                                                                | 0.19                                             |
| Lituania                                                               | 0.18                                             |
| República Checa                                                        | 0.13                                             |
| Argelia                                                                | 0.10                                             |
| México                                                                 | 0.10                                             |
| Estonia                                                                | 0.10                                             |
| Mundo                                                                  | 22.59                                            |
| United Nations, Food and Agriculture Organization, Statistics Division |                                                  |

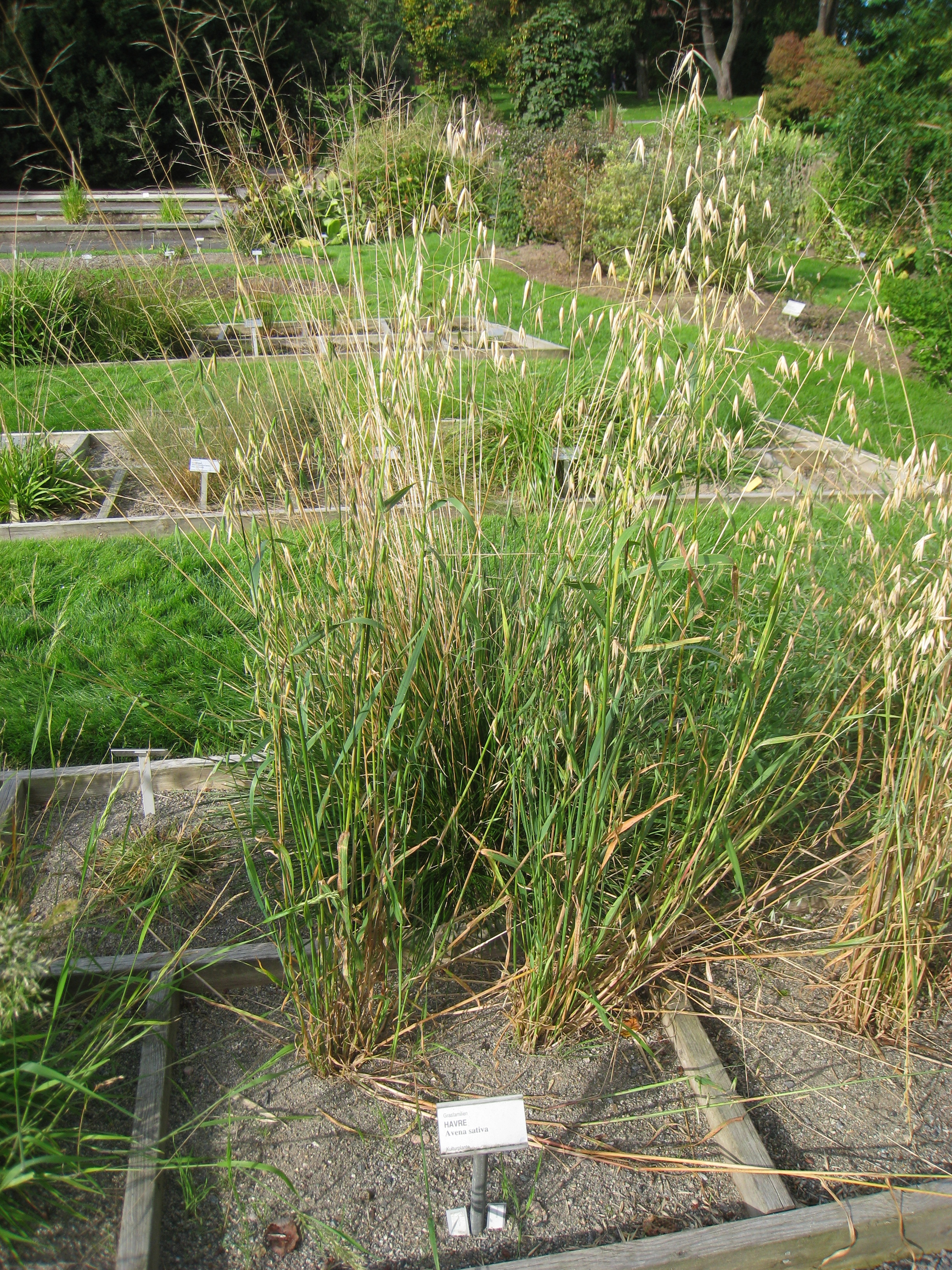
Vista de la planta.

En 2018 la producción mundial de avena fue de 23 millones de toneladas, una disminución del 11% en comparación con 2017. La mayor producción correspondió a Rusia con un  20% del total mundial, seguida por Canadá con un 15%. Otros productores importantes fueron España, Australia, Polonia, y China, con más de un millón de toneladas cada uno.

## Historia
A pesar de que la avena no tenga la misma importancia que el trigo o la cebada,  se cultivaba en cantidad en Asia, aunque en otras regiones fuera una maleza.
La avena es una planta de cultivo muy antigua, puesto que se conoce el cultivo desde el año 100 a. C..
En excavaciones arqueológicas se han encontrado pruebas del uso de la avena en Europa central en la Edad del Bronce. También se encontraron depósitos de este cereal en excavaciones egipcias, pero no se ha podido probar que se cultivara.
Uno de los usos más importantes fue la preparación de pienso, especialmente para caballos. Los romanos ya cultivaban avena para sus animales y, en relación con la idea de que el grano no era apto para el consumo humano, bautizaron a los germánicos con el nombre de bárbaros comedores de avena.
En la Edad Media la avena toma un papel relevante, dada su aplicación como pienso y forraje para los caballos, siendo su cultivo estrechamente ligado a la expansión del caballo como animal de trabajo y transporte y la mejora en los sistemas de enganche, en particular el uso del yugo equino. El yugo permitía al caballo cargar hasta cinco veces más: el inconveniente era que el caballo necesitaba avena, de forma que su difusión solo fue posible por la invención del barbecho trienal. Este sistema permitía dos cosechas anuales: en la primavera, trigo, centeno y cebada; en otoño, legumbres y avena. Este sistema aportaba nitrógeno al suelo y aumentaba las proteínas de la dieta, y como daba dos cosechas en épocas diferentes aumentaba el abastecimiento. Además daba avena para los caballos y reducía la superficie en barbecho, aumentado la productividad.